# Anthony Réveillère
Anthony Réveillère (Doué-la-Fontaine, 10 novembre 1979) è un ex calciatore francese, di ruolo difensore.

## Caratteristiche tecniche
Destro naturale, è stato un terzino in grado di giocare su entrambe le corsie esterne e abile in fase offensiva. Sapeva disimpegnarsi con entrambi i piedi.

## Carriera

### Club
Muove i primi passi nel Vihiers e poi nell'Angers, quindi a 17 anni si trasferisce nel settore giovanile del Rennes. Sotto la guida di Paul Le Guen debutta in prima squadra a 18 anni, il 3 febbraio 1998, nella gara di Division 1 contro il Bastia. Dalla stagione seguente entra stabilmente nella formazione titolare del club francese, con cui debutta anche nelle competizioni europee con tre presenze in Coppa Intertoto 1999 e altrettante nell'edizione 2001. Nel gennaio del 2003 viene ceduto in prestito al Valencia, dove colleziona 18 partite e un gol nella Liga ed esordisce nella massima competizione europea, la UEFA Champions League, giocando complessivamente sei partite.
Conclusosi il prestito presso il club spagnolo, si trasferisce all'Olympique Lione, dove ritrova il tecnico Paul Le Guen. Con il club del Rodano vince cinque titoli francesi consecutivi tra il 2003 e il 2008, cinque supercoppe di Francia (tra 2003 e 2007) e una Coupe de France (2008). Il 22 novembre 2008 nella gara contro il Paris Saint-Germain subisce una lesione al legamento crociato anteriore del ginocchio sinistro, ma decide di non sottoporsi ad intervento chirurgico e torna in campo l'11 aprile 2009 contro il Monaco.
L'anno seguente arriva a giocare la semifinale di Champions League contro il Bayern Monaco, dopo aver eliminato il Real Madrid negli ottavi di finale e i connazionali del Bordeaux nei quarti. Il 5 gennaio 2011 prolunga il suo contratto fino al 30 giugno 2013, viene inserito nella squadra dell'anno della Ligue 1 e nel 2012 vince per la seconda volta la Coppa di Francia, ultimo trofeo con la maglia del Lione.
Il 30 giugno 2013, scaduto l'accordo contrattuale, lascia il club francese dopo 10 anni e 12 trofei vinti, con 406 partite giocate di cui 286 in Ligue 1 e 70 in UEFA Champions League, queste ultime ottenute in nove partecipazioni consecutive tra il 2003 e il 2012.
L'8 novembre 2013 viene ingaggiato dal Napoli, per sopperire agli infortuni nel ruolo con un contratto fino al termine della stagione, dove ritrova Rafael Benítez già suo tecnico nell'esperienza al Valencia. Esordisce in campionato il 7 dicembre successivo, giocando da titolare in occasione del match casalingo contro l'Udinese. Colleziona 13 presenze in Serie A (18 complessive in stagione) vincendo la Coppa Italia, quindi si svincola a fine stagione.
Il 23 ottobre 2014 firma un contratto fino al termine della stagione con il Sunderland.
Il 9 novembre 2015 annuncia il ritiro dall'attività agonistica.

### Nazionale

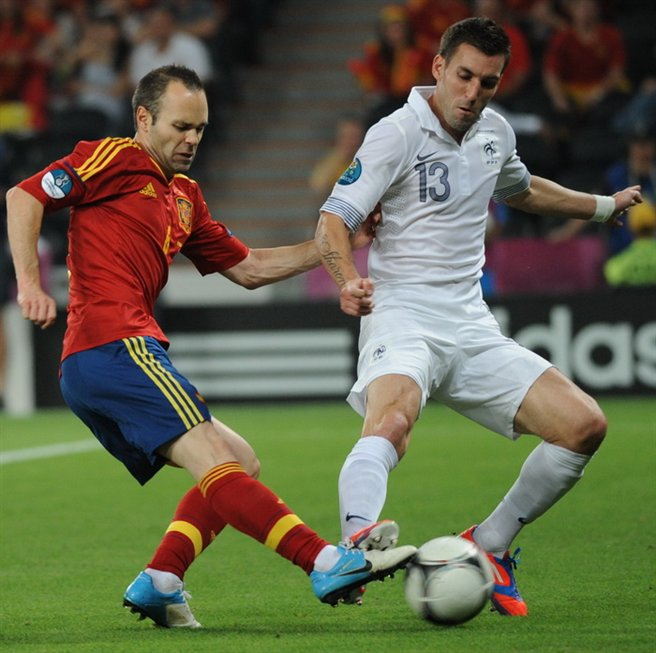
Réveillère contrasta lo spagnolo Andrés Iniesta durante i quarti di finale del campionato d'Europa 2012.

Dopo aver militato nelle rappresentative francesi Under-17 e Under-18, nel 1999 entra a far parte della nazionale Under-21, con cui colleziona 24 presenze e si laurea vice-campione d'Europa nel 2002.
Esordisce in nazionale maggiore l'11 ottobre 2003 nella gara contro Israele, valida per le qualificazioni all'campionato d'Europa 2004. Colleziona altre quattro presenze nell'anno solare 2005 e, dopo qualche anno di assenza, rientra stabilmente del gruppo della nazionale nel 2010, quando il CT Raymond Domenech lo convoca per il campionato del mondo in Sudafrica, ma non colleziona alcuna presenza nel torneo e la Francia viene eliminata già dopo la fase a gironi.
Il 7 ottobre 2011 trova la prima rete in nazionale contro l'Albania nelle qualificazioni all'campionato d'Europa 2012. Convocato per la fase finale della competizione, gioca da titolare la gara dei quarti di finale contro i futuri campioni della Spagna, che si impongono per 2-0.
Gioca la sua ultima gara in nazionale il 14 novembre 2012, scendendo in campo nell'amichevole contro l'Italia.
Vanta complessivamente 20 partite e un gol con la Francia.

## Statistiche

### Presenze e reti nei club
Statistiche aggiornate al 16 maggio 2015.
| Stagione        | Squadra         | Campionato      | Campionato | Campionato | Coppe nazionali | Coppe nazionali | Coppe nazionali | Coppe continentali | Coppe continentali | Coppe continentali | Altre coppe | Altre coppe | Altre coppe | Totale | Totale |
| Stagione        | Squadra         | Comp            | Pres       | Reti       | Comp            | Pres            | Reti            | Comp               | Pres               | Reti               | Comp        | Pres        | Reti        | Pres   | Reti   |
| --------------- | --------------- | --------------- | ---------- | ---------- | --------------- | --------------- | --------------- | ------------------ | ------------------ | ------------------ | ----------- | ----------- | ----------- | ------ | ------ |
| 1997-1998       | Rennes 2        | CFA             | 15         | 0          | -               | -               | -               | -                  | -                  | -                  | -           | -           | -           | 15     | 0      |
| 1999-2000       | Rennes 2        | CFA             | 10         | 0          | -               | -               | -               | -                  | -                  | -                  | -           | -           | -           | 10     | 0      |
| Totale Rennes 2 | Totale Rennes 2 | Totale Rennes 2 | 25         | 0          |                 | -               | -               |                    | -                  | -                  |             | -           | -           | 25     | 0      |
| 1997-1998       | Rennes          | D1              | 8          | 0          | CF+CdL          | 1+0             | 0               | -                  | -                  | -                  | -           | -           | -           | 9      | 0      |
| 1998-1999       | Rennes          | D1              | 32         | 0          | CF+CdL          | 2+3             | 0               | -                  | -                  | -                  | -           | -           | -           | 37     | 0      |
| 1999-2000       | Rennes          | D1              | 16         | 0          | CF+CdL          | 4+0             | 0               | Int                | 3                  | 0                  | -           | -           | -           | 23     | 0      |
| 2000-2001       | Rennes          | D1              | 32         | 0          | CF+CdL          | 1+1             | 0               | -                  | -                  | -                  | -           | -           | -           | 34     | 0      |
| 2001-2002       | Rennes          | D1              | 32         | 1          | CF+CdL          | 1+4             | 0               | Int                | 3                  | 0                  | -           | -           | -           | 40     | 1      |
| 2002-gen. 2003  | Rennes          | L1              | 20         | 1          | CF+CdL          | 1+1             | 0               | -                  | -                  | -                  | -           | -           | -           | 22     | 1      |
| Totale Rennes   | Totale Rennes   | Totale Rennes   | 140        | 2          |                 | 19              | 0               |                    | 6                  | 0                  |             | -           | -           | 165    | 2      |
| gen.-giu. 2003  | Valencia        | PD              | 18         | 1          | CR              | 0               | 0               | UCL                | 6                  | 0                  | -           | -           | -           | 24     | 1      |
| 2003-2004       | O. Lione        | L1              | 31         | 1          | CF+CdL          | 2+0             | 0               | UCL                | 8                  | 0                  | SF          | 1           | 0           | 42     | 1      |
| 2004-2005       | O. Lione        | L1              | 33         | 0          | CF+CdL          | 2+1             | 0               | UCL                | 8                  | 0                  | SF          | 1           | 0           | 45     | 0      |
| 2005-2006       | O. Lione        | L1              | 20         | 0          | CF+CdL          | 3+0             | 0               | UCL                | 7                  | 0                  | SF          | 0           | 0           | 30     | 0      |
| 2006-2007       | O. Lione        | L1              | 30         | 0          | CF+CdL          | 2+2             | 0               | UCL                | 6                  | 0                  | SF          | 1           | 0           | 41     | 0      |
| 2007-2008       | O. Lione        | L1              | 28         | 1          | CF+CdL          | 3+2             | 0               | UCL                | 7                  | 0                  | SF          | 1           | 0           | 41     | 1      |
| 2008-2009       | O. Lione        | L1              | 19         | 0          | CF+CdL          | 0               | 0               | UCL                | 4                  | 1                  | SF          | 1           | 0           | 24     | 1      |
| 2009-2010       | O. Lione        | L1              | 30         | 0          | CF+CdL          | 2+2             | 0               | UCL                | 13                 | 0                  | -           | -           | -           | 47     | 0      |
| 2010-2011       | O. Lione        | L1              | 35         | 0          | CF+CdL          | 2+0             | 0               | UCL                | 8                  | 0                  | -           | -           | -           | 45     | 0      |
| 2011-2012       | O. Lione        | L1              | 33         | 0          | CF+CdL          | 5+2             | 0               | UCL                | 9                  | 0                  | -           | -           | -           | 49     | 0      |
| 2012-2013       | O. Lione        | L1              | 27         | 1          | CF+CdL          | 1+0             | 0               | UEL                | 7                  | 1                  | SF          | 1           | 0           | 36     | 2      |
| Totale O. Lione | Totale O. Lione | Totale O. Lione | 286        | 3          |                 | 31              | 0               |                    | 77                 | 2                  |             | 6           | 0           | 400    | 5      |
| nov. 2013-2014  | Napoli          | A               | 13         | 0          | CI              | 3               | 0               | UCL+UEL            | 0+2                | 0                  | -           | -           | -           | 18     | 0      |
| ott. 2014-2015  | Sunderland      | PL              | 16         | 0          | FACup+CdL       | 1+0             | 0               | -                  | -                  | -                  | -           | -           | -           | 17     | 0      |
| Totale carriera | Totale carriera | Totale carriera | 498        | 6          |                 | 54              | 0               |                    | 91                 | 2                  |             | 6           | 0           | 649    | 8      |

### Cronologia presenze e reti in nazionale
| Cronologia completa delle presenze e delle reti in nazionale ― Francia | Cronologia completa delle presenze e delle reti in nazionale ― Francia | Cronologia completa delle presenze e delle reti in nazionale ― Francia | Cronologia completa delle presenze e delle reti in nazionale ― Francia | Cronologia completa delle presenze e delle reti in nazionale ― Francia | Cronologia completa delle presenze e delle reti in nazionale ― Francia | Cronologia completa delle presenze e delle reti in nazionale ― Francia | Cronologia completa delle presenze e delle reti in nazionale ― Francia |
| Data                                                                   | Città                                                                  | In casa                                                                | Risultato                                                              | Ospiti                                                                 | Competizione                                                           | Reti                                                                   | Note                                                                   |
| ---------------------------------------------------------------------- | ---------------------------------------------------------------------- | ---------------------------------------------------------------------- | ---------------------------------------------------------------------- | ---------------------------------------------------------------------- | ---------------------------------------------------------------------- | ---------------------------------------------------------------------- | ---------------------------------------------------------------------- |
| 11-10-2003                                                             | Saint-Denis                                                            | Francia                                                                | 3 – 0                                                                  | Israele                                                                | Qual. Euro 2004                                                        | -                                                                      |                                                                        |
| 31-5-2005                                                              | Longeville-lès-Metz                                                    | Francia                                                                | 2 – 1                                                                  | Ungheria                                                               | Amichevole                                                             | -                                                                      |                                                                        |
| 8-10-2005                                                              | Berna                                                                  | Svizzera                                                               | 1 – 1                                                                  | Francia                                                                | Qual. Mondiali 2006                                                    | -                                                                      |                                                                        |
| 9-11-2005                                                              | Fort-de-France                                                         | Francia                                                                | 3 – 2                                                                  | Costa Rica                                                             | Amichevole                                                             | -                                                                      | 15’                                                                    |
| 12-11-2005                                                             | Saint-Denis                                                            | Francia                                                                | 0 – 0                                                                  | Germania                                                               | Amichevole                                                             | -                                                                      |                                                                        |
| 4-6-2010                                                               | Saint-Pierre                                                           | Francia                                                                | 0 – 1                                                                  | Cina                                                                   | Amichevole                                                             | -                                                                      | 46’                                                                    |
| 9-10-2010                                                              | Saint-Denis                                                            | Francia                                                                | 2 – 0                                                                  | Romania                                                                | Qual. Euro 2012                                                        | -                                                                      |                                                                        |
| 12-10-2010                                                             | Longeville-lès-Metz                                                    | Francia                                                                | 2 – 0                                                                  | Lussemburgo                                                            | Qual. Euro 2012                                                        | -                                                                      |                                                                        |
| 17-11-2010                                                             | Londra                                                                 | Inghilterra                                                            | 1 – 2                                                                  | Francia                                                                | Amichevole                                                             | -                                                                      | 87’                                                                    |
| 29-3-2011                                                              | Saint-Denis                                                            | Francia                                                                | 0 – 0                                                                  | Croazia                                                                | Amichevole                                                             | -                                                                      | 82’                                                                    |
| 6-6-2011                                                               | Donec'k                                                                | Ucraina                                                                | 1 – 4                                                                  | Francia                                                                | Amichevole                                                             | -                                                                      |                                                                        |
| 10-8-2011                                                              | Montpellier                                                            | Francia                                                                | 1 – 1                                                                  | Cile                                                                   | Amichevole                                                             | -                                                                      | 81’                                                                    |
| 2-9-2011                                                               | Tirana                                                                 | Albania                                                                | 1 – 2                                                                  | Francia                                                                | Qual. Euro 2012                                                        | -                                                                      |                                                                        |
| 7-10-2011                                                              | Saint-Denis                                                            | Francia                                                                | 3 – 0                                                                  | Albania                                                                | Qual. Euro 2012                                                        | 1                                                                      | 46’                                                                    |
| 11-10-2011                                                             | Saint-Denis                                                            | Francia                                                                | 1 – 1                                                                  | Bosnia ed Erzegovina                                                   | Qual. Euro 2012                                                        | -                                                                      |                                                                        |
| 15-11-2011                                                             | Saint-Denis                                                            | Francia                                                                | 1 – 1                                                                  | Belgio                                                                 | Amichevole                                                             | -                                                                      |                                                                        |
| 31-5-2012                                                              | Reims                                                                  | Francia                                                                | 2 – 0                                                                  | Serbia                                                                 | Amichevole                                                             | -                                                                      |                                                                        |
| 23-6-2012                                                              | Donec'k                                                                | Francia                                                                | 0 – 2                                                                  | Spagna                                                                 | Euro 2012 - Quarti di finale                                           | -                                                                      |                                                                        |
| 7-9-2012                                                               | Helsinki                                                               | Finlandia                                                              | 0 – 1                                                                  | Francia                                                                | Qual. Mondiali 2014                                                    | -                                                                      |                                                                        |
| 14-11-2012                                                             | Parma                                                                  | Italia                                                                 | 1 – 2                                                                  | Francia                                                                | Amichevole                                                             | -                                                                      | 46’                                                                    |
| Totale                                                                 |                                                                        | Presenze                                                               | 20                                                                     |                                                                        | Reti                                                                   | 1                                                                      |                                                                        |

## Palmarès

### Club
- Supercoppa francese: 6

Olympique Lione: 2003, 2004, 2005, 2006, 2007, 2012
- Campionato francese: 5

Olympique Lione: 2003-2004, 2004-2005, 2005-2006, 2006-2007, 2007-2008
- Coppa di Francia: 2

Olympique Lione: 2007-2008, 2011-2012
- Coppa Italia: 1

Napoli: 2013-2014

### Individuale
- Trophées UNFP du football: 1

Squadra ideale della Ligue 1: 2011